# Тиханов Павло Микитович
Павло Микитович Тиханов (тж. Тіханов; рос. Павел Никитич Тиханов; 2 березня 1839, Брянськ  — 30 січня 1905, Брянськ) — російській краєзнавець, археограф, літератор, колекціонер рукописів. Відомий як коректор, редактор старовинних рукописів, засновник першої брянської газети та етнограф, дослідник культури старців в Орловській та Чернігівській губерніях. Після смерті залишив по собі архів з більш ніж 4,5 тисяч одиниць зберігання, більша частина якого досі не опрацьована.

## Біографія
Народився 2 березня 1839 року в Брянську, в сім'ї чиновника Брянського Арсеналу, вихідця з солдатської сім'ї Микити Варфоломейовича Тиханов та доньки підмайстер'я Брянського Арсеналу Анни Дмитрієвни (до шлюбу Чибісова). Початкову освіту здобув в Брянському повітовому училищі (Брянськ, 1852-1855), далі продовжив вчитися в Калузькій губернській гімназії (Калуга, 1855-1857).
1857 року вступив до юридичного факультету Московського університету. Навчався у професора права Микити Крилова, займався коректурою його лекції. Далі слухав лекції в Петербурзькому університеті. З 1862 по 1865 навчався на юридичному факультеті Казанського університету. Також відвідував лекції славіста Віктора Григоровича, що, як вважають, і зумовило подальший напрямок його наукової діяльності.
Провчившись чотири роки диплома не отримав і покинув університет. Після подорожі Італією (1867) працював в газетах: редактором «Саратівських губернських відомостей» (Саратов, 1867-1868), коректором і завідувачем неофіційної частини «Естляндських губернських відомостей» (Ревель, 1869-1870).
У 1870 переїхав до Петербургу. Працював зокрема в редакції «Урядового вісника» (1872-1888).
У 1874 познайомився з відомим літератором, князем Павлом Вяземським після чого почав співпрацювати зі «Спілкою любителів давньої писемності», працював коректором, редактором. Опублікував бібліографічні твори: «Праця єпископа Дамаскіна (Симеона Руднєва) „Бібліотека Російськая або відомості про всі книги в Росії з початку типографії у світ вийшовших“» (Пам'ятники давньої писемності. 1881. Т. 11); «Каталог російських рукописних книг, що знаходяться в бібліотеці Новгородського Софійського собору» (Пам'ятники давньої писемності. 1881. Т. 12), список творів князя Павла Вяземського (1893), бібліографію праць Миколи Гнідича та ін. Займався перекладами.
1894 повернувся в Брянськ і на свої кошти зорганізував видавництво «Брянського віснику». Видав кілька брошур про місцевих старців, їх звичаї, говірку. Намагався (невдало) заснувати «Брянське історичне товариство» (1895), видав історико-археографічну збірку «Старина» (1896). У зв'язку з відсутністю фінансування в 1897 був вимушений припинити друк газети і влаштуватися до Чернігівської губернської вченої архівної комісії. Продовжував публікувати свої праці.
1902 року повернувся до Петербургу і влаштувався до Публічної Бібліотеки.
У зв'язку з хворобою в 1904 повернувся до Брянська де і помер 30 січня 1905 року.

## Опубліковані праці
- (рос.) Архангел Михаил: Псалка. Брянские старцы. — Брянск, 1894. — Т. Вып. 2.
- (рос.) Библиотека Российская или сведения о всех книгах в России, с начала типографии на свет вышедших. Труд еп. Дамаскина (Семенова-Руднева) (1737-95). — СПб, 1881. — (Памятники древней письменности)
- (рос.) Брянские христославцы: [О рождественском обряде в Брянске]. — Брянск, 1894.
- (рос.) Брянский говор. Заметки из области русской этнологии. — СПб, 1904.
- (рос.) Брянский Петропавловский женский монастырь. — Брянск, 1886.
- (рос.) Бытовой памятник. — Чернигов, 1898. — Т. Вып. 1. — (Труды Черниговской архивной комиссии)
- (рос.) Два слова об учреждении в Брянске Исторического Общества св. Олега. — Брянск, 1895.
- (рос.) Житие Св. Николая Чудотворца с лицевыми изображениями. — СПб., 1878. — Т. № XXVIII. Вып. 1, 2. — (Памятники древней письменности)
- (рос.) Зайцов Е. Книшка отгаворная Егора Зайцова, 1857 г. Памятник брянской письменности. Рукопись из собрания П.Н.Тиханова. — Брянск, 1896.
- (рос.) Инструкция дворецкому Ивану Немчинову о управлении дому и деревень, как содержать и притом прилежно смотреть надлежит, чтобы в добром здоровьи были. — СПб., 1881.
- (рос.) Каталог музея Черниговской губернской архивной комиссии. — Чернигов, б/г.
- (рос.) Каталог Российских рукописных книг, находящихся в Библиотеке Новгородского Софийского собора. — СПб., 1881. — (Памятники древней письменности)
- (рос.) Клетна: исторический очерк брянской Спасо-Николаевской обители. — б/д.
- (рос.) Книжка для мировых судей, тяжущихся и поверенных по гражданским делам в мировых судебных установлениях. Сост. П. Тиханов. — СПб., 1867.
- (рос.) Космография 1670 года: Описание сего света земель и государств великих. — СПб, 1878. — Т. № XXI. Вып 1. — (Памятники древней письменности)
- (рос.) Костромские церковные древности: 20 снимков, исполн. местн. фотографом А. Шмидтом. — СПб, 1892.
- (рос.) Криптоглоссарий. — СПб, 1891.
- (рос.) Лабуле Эд. Государство и его пределы. — СПб, 1868.
- (рос.) Лабуле Эд. Принц-собачка. История парижской прессы. — СПб, 1868.
- (рос.) Лабуле Эд. Суд и полиция.
- (рос.) Мышкинский сборник (1779). Рукопись из собрания П.Тиханова. — Ярославль, 1888.
- (рос.) Николай Иванович Гнедич: Несколько данных для его биогр. по неизд. источникам: [К столет. годовщине дня его рождения]. (1784-1884). — СПб, 1884.
- (рос.) Об издании еженедельной газеты Брянский вестник с 1894 года / [Ред.-изд. Брянского вестника П. Тиханов]. — СПб, 1893.
- (рос.) Отчеты о заседаниях в 1881-1882 году. — СПб, 1889. — (Общество любителей древней письменности)
- (рос.) Письма графа Григория Григорьевича Кушелева к своему сыну Александру. — Чернигов, 1900. — Т. Вып. 3. Отд. II. — (Труды Черниговской архивной комиссии)
- (рос.) Преподобные князь Олег и Поликарп, Брянские чудотворцы: Материалы для рус.агиологии. — СПб, 1893.
- (рос.) Пропозиции Федора Салтыкова: Рукопись из Собрания П.Н. Тиханова. — СПб, 1890.
- (рос.) Простонародные еврейские имена, расположенные в порядке русского алфавита. — СПб, 1878.
- (рос.) Римские деяния. — СПб, 1881. — Т. Вып. 1, 2. Памятники древней письменности № V, XXIII.
- (рос.) Синодик старца Ефрема. Рукопись Свенского монастыря 7134 г. — Брянск, 1896.
- (рос.) Сочинения князя П.П. Вяземского. — СПб., 1888.
- (рос.) Старина: Исторический сборник: [Об Орлов. губ.]. — Брянск, 1897.
- (рос.) Старинные публики: Материалы для этнологии и быта. — Чернигов, 1897.
- (рос.) Старые календари / [Соч.] Прот. Георгия Петрова, Неизвестного, брянского купца Преженцова. — Брянск, 1896.
- (рос.) Стих об Алексее, Божьем человеке. Брянские старцы. — Брянск, 1894. — Т. Вып. 1.
- (рос.) Тайный язык нищих: Этнологический очерк. — Брянск, 1895.
- (рос.) Терновский календарь 1275 года по списку Франца Миклошича: Материалы для греко-слав. Агиологии. — СПб, 1896.
- (рос.) Топографические описания городов Чернигова, Нежина и Сосницы с их поветами (Рукописи 1783 г.). — Чернигов, 1902. — Т. Вып. 4. Отд. I. — (Труды Черниговской архивной комиссии)
- (рос.) Черниговские старцы: Псалки и криптоглоссон. — Чернигов, 1899.
- (рос.) Черниговские старцы: Этнол. заметка. — Чернигов, 1897.
- (рос.) Четвероевангелие. Леонтьевский сборник. — СПб., 1881. — Т. Т. LXXVII. Вып. 2. — (Памятники древней письменности)
- (рос.) Шпильгаген Ф. Прекрасные американки. — СПб., 1896-1899. — Т. Т. IV. — (Собрание сочинений Ф. Шпильгагена в 23 томах)
- (рос.) Эстляндский сборник: [статьи исторические, географические и др.]. — Ревель, 1870.
- (рос.) Юридические заметки (оттиски статей из Судебного Вестника за 1866-1869 годы: о присяге по священству, о предъявлении гражданского иска в делах уголовных и проч.). — б/д.